# 優素福·哈比比
帕夏鲁丁·优素福·哈比比（印尼文：Bacharuddin Jusuf Habibieⓘ，1936年6月25日—2019年9月11日），印尼政治人物、前印尼總統。他是印尼自獨立以來的第三任總統，在位期間是蘇哈托下台後的過渡期。他的在任時間不長，但在印尼的現代化和後蘇哈圖時代的社會重建扮演着重要角色。
2019年9月11日，哈比比在雅加達加鐸·蘇布羅托陸軍醫院因心臟衰竭而逝世，终年83岁。

## 早年生平
哈比比生於南蘇拉維西的巴里巴里，父親Alwi Abdul Jalil Habibie來自哥伦打洛省，是一位農學家。母親R. A. Tuti Marini Puspowardojo來自日惹，是一名爪哇貴族。他的雙親是在茂物念書時相識的。
哈比比的父親在他14歲時過世。

## 於德國求學工作
父親死後，哈比比继续完成他在雅加達的學業，並於1955年移居德國。
1960年，哈比比在德國得到工程學位，獲得了「Diplom-Ingenieur」的頭銜。後來，他留在德國擔任Hans Ebner的研究助理作為博士學位的研究。
1962年，哈比比因病返回印尼三個月。在這段時間，他與R. Mohamad Besari的女兒Hasri Ainun敘舊。他們兩個在童年就相識了，而這次會面也讓他們在1962年5月12日結婚，而哈比比則在婚後旋返德國。他們夫妻先定居於亞琛，不久遷居Oberforstbach。1963年誕下一子Ilham Akbar Habibie。
哈比比的薪水十分微薄，必須兼差才能維持生活。他在勞斯萊斯塔爾博特汽車公司找到一份顧問的工作，並接了兩份德國聯邦鐵路的計畫。
由於哈比比在勞斯萊斯工作，參與火車建造的工頭決定要哈比比在他三年後退休之後接替他的位置，但哈比比拒絕了。
1965年，哈比比發表有關航空工程的論文，獲得「非常好」的評語，獲得「工學博士」（Doktor der Ingenieurwissenschaften）的頭銜。同一年，哈比比跟隨漢斯·埃布（Hans Ebner）繼續從事熱彈性力學的研究，努力取得特許任教資格。但他也同時漸漸的減少單純追求成為亞琛工業大學教授的渴望，因為他有關light construction for supersonic or hypersonic states的理論也讓波音公司和空中巴士延攬他進入公司，但哈比比還是拒絕了。
哈比比曾經接受位於德國漢堡的Messerschmitt-Bölkow-Blohm的工作。在那裡，他發展出了一些有關熱力學、建築，和氣體動力學的理論，並分別提出哈比比因子、哈比比理論，和哈比比法。他參與Messerschmit公司開發A-300B空中巴士的研發。1974年，哈比比升任公司的副總經理。
哈比比在歐洲的生涯可能讓他對於萊卡相機產生興趣。

## 在印尼的生活
1974年，蘇哈圖延攬哈比比回國，希望他可以促進印尼的工業化和國家發展。哈比比回國後，一開始先擔任Ibnu Sutowo的特別助理，Ibnu是國有石油公司Pertamina的CEO。兩年後，哈比比出任新成立國有公司Industri Pesawat Terbang Nusantara（IPTN）的CEO（1985年，PT. Nurtanio公司改名為「印尼航空工業公司」（Indonesian Aviation Industry），現在則稱印尼航空航天公司（Dirgantara公司））。1978年，他被任命為研究與技術部部長，但他仍然在IPTN佔有重要地位。1980年代，IPTN的規模大幅擴張，特別是在直升機和小型客機的製造業；到了1991年，哈比比扶植了十家國有企業，項目包含造船、火車建造、鋼鐵、武器、通訊和能源等等。一項在1993年做的估計顯示，哈比比每年大概撥20億美金在建設，但由於當時的政府財政不透明，以致於這些工業在當時的實際規模無法完全探知。
在荷蘭空軍前參謀長A.B. Wolff的訓練之下，哈比比成了一名飛行員。1995年，他開始駕駛通勤機N-250（綽號Gatotkoco）
為了提振印尼的航空工業，他採取了一個名叫「Begin at the End and End at the Beginning」的策略。
他首先著重於飛機的實際生產，暫時先不聚焦於研發。在哈比比的領導之下，IPTN成為Puma直升機和CASA飛機的製造商。1995年，IPTN開發了一種小型客機「N-250 Gatokaca」，但最後此計畫在商業上遭遇失敗。

## 加入專業集團党
在蘇哈圖統治時代，由於哈比比任職政府高官，他加入了专业集团党，1993年-1999年，他擔任執行董事會主席的日常協調員。

## 副總統任期
1998年，蘇哈圖被提名擔任總統，開始了他個人的第七任總統任期。他宣布了他心目中的副總統標準，但他一開始並沒有想到哈比比，但他的候選人條件上希望找一個精通自然與科技的專家。而要找這方面的人才，則非哈比比莫屬了。
那年，印尼身陷亞洲金融危機當中，哈比比即將擔任副總統的消息在經濟上的反應似乎不佳，印尼盾貶值。雖然由前總理Emil Salim帶領的抗議群眾不斷要求蘇哈圖改提名Emil。但最後，哈比比還是在1998年3月當上了副總統。同年5月苏哈托下台后，哈比比接任总统，受到马来西亚最高元首端姑查化和首相马哈迪·莫哈末的祝贺。

## 總統任期

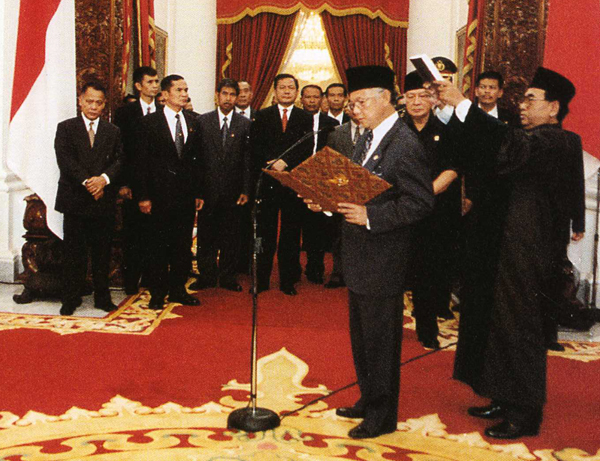
哈比比于1998年5月21日宣誓就任总统

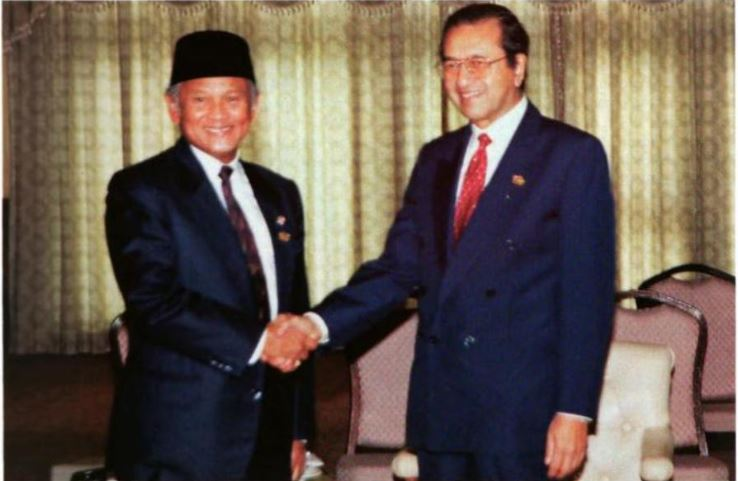
哈比比于1998年11月17日在亚太经济合作组织峰会上会见马来西亚首相马哈迪·莫哈末

### 東帝汶
哈比比雖然反對東帝汶獨立，但有思考過給予其特殊自治地位。
1998年後期，時任澳大利亞總理的約翰·霍華德表示會在十年之內支持東帝汶舉行獨立公投。國際輿論開始施壓印尼對於東帝汶問題舉行自決。為了不要讓東帝汶在國際間看起來像是印尼的殖民地，哈比比做出了一個驚人的決定－在東帝汶舉辦東帝汶獨立公投。印尼武装部队（ABRI）反對這個決定。
1999年8月30日，東帝汶在公開公正的情形下舉行獨立公投，支持獨立的票數獲得壓倒性的勝利。然而，在印尼撤軍的過程中產生了1999年東帝汶危機，許多人在此暴亂中喪生。哈比比傾向請聯合國維和部隊平定這次內亂，然而軍方卻反對這個計畫。9月10日，Wiranto將軍宣稱如果哈比比總統允許維和部隊進駐，就會發動政變，迫使哈比比退讓。哈比比也下令軍警維持秩序，但沒有人理睬他的命令。

### 對蘇哈托的貪汙指控
印尼人民協商會議在1998年11月宣布將對於在印尼的貪污行為進行追緝，特別是針對蘇哈托以往的不法行為。
為了打擊貪污，並進行改革，哈比比組成一個特別委員會，希望建立政府的誠信。著名律師阿德南·布央·納蘇蒂安（Adnan Buyung Nasution）應邀主持此委員會，但納蘇蒂安的職權過大，使哈比比無法接受，最後以他的親信檢察總長安迪·穆罕默德·加利卜（Andi Muhammad Ghalib）取代他。
1998年12月9日，加利卜對於蘇哈托作出3小時的審問，哈比比政府宣布蘇哈托確有不法所得。
但一卷哈比比跟加利卜之間通話的錄音帶被公開，哈比比暗示加利卜審問蘇哈托只是為了籠絡人民，這造成人民對於本次調查的真實性產生疑竇。
哈比比任內，印尼政府也開是調查並起訴蘇哈托的幼子，汤米·苏哈托。湯米在1998年12月被控涉及Goro礦產公司的醜聞，但後來在幾名關鍵證人（包括哈比比的助手Rahardi Ramelan）的證明下獲得清白。

### 經濟
哈比比政府在亞洲金融風暴的衝擊下仍然穩定了經濟，也穩定了蘇哈托統治最後幾個月的混亂政局。

### 社會議題
在蘇哈托時代，印尼政府長期迫害印尼華人。而哈比比上任之後，開始進行和解。1998年，由於華人的菁英地位，印尼發生了反華暴動。是年9月，哈比比發布了總統令，下令禁止使用「土著」（pribumi）和「非土著」（non-pribumi）這兩詞來區分種族。
1999年5月，哈比比表示所有持有「印度尼西亞共和國公民證明書」（SBKRI）者，此證明書效力與身分證同等。在蘇哈托時代，華人等非土著接必須出示SBKRI以證明其公民權。

### 教育
在哈比比任職國家研究和技術部部長期間，他推動了海外獎助學金計畫（Overseas Fellowship Program，OFP）、科學統籌發展計劃（Science and Manpower Development Program，SMDP）和科技促進工業發展計畫（Science and Technology for Industrial Development，STAID）等重要計畫，這三個計畫補助了數以千計的學生到國外取得碩士及博士學歷。

### 政治革新
在哈比比的統治之下，印尼在政治體制上有相當大的革新。集會自由跟言論自由都有所開放。1998年6月，哈比比開放了蘇哈托執政以來的黨禁，並且解散信息部，終止言論審查制度。他也很快的開始著手規劃民主選舉制度，儘管一開始的時間表並不明確。12月，他推出了改革法案，並且國會同意通過，法案中規定選舉將會在1999年12月進行，並減少當時受軍政府掌控的國會席次，且禁止公務員參與政治活動。
然而，反對者批評他同意給予軍政府國會的部分席次，且對於司法和軍事進行的改革太少。他部分的消極不作為也受到部分人士批評，如軍方仍保留他的地域指揮權，且軍官可調任公務員體系。蘇哈托時代在哈比比底下貪汙的人員也很少被起訴。

### 卸任
雖然哈比比被視為是一個領導過渡政府的角色，但他本人似乎有繼續擔任總統的意願。1998年6月，哈比比宣布印尼國會大選，他並沒有明確表態是否尋求當滿任期，但他本人在專業集團黨內也面臨許多矛盾與反對。1998年7月，他任命Akbar Tandjung擔任黨主席，試圖控制這個政黨，終於勉強擊敗前副總統Try Sutrisno、國防部長Edi Sudrajat、Siswono Yudhohusodo，和Sarwono Kusmumaatmadja，奪得黨的控制權。
然而，在同時哈比比也逐漸失去了Akbar Tandjung和一部分黨員的支持，他們試圖讓哈比比下台。1999年3月，專業集團黨提名了5位可能的總統候選人：哈比比、Tandjung、Wiranto、Hamengkubuwono X，和Ginandjar Kartasasmita。
1999年，專業集團宣布哈比比在激烈的競爭中被選為總統候選人，但黨內仍有許多Tandjung的忠實支持者反對。
1999年10月，哈比比在印尼國會大會會議提出責任演說，報告他任期內的政績。演說完後，國會進行投票決定是否認同他的報告。哈比比指定Wiranto將軍為副總統候選人，企圖拉攏軍方，但他的提議遭到拒絕。以Tandjung為首的派系倒戈反對他，而他的報告也以355:322遭到否決，哈比比放棄他的候選人提名，不再追求連任。

## 卸任後
卸任後，哈比比大部分的時間都待在德國。在蘇西諾擔任總統之後，他還擔任總統顧問，以及透過智庫哈比比中心（Habibie Centre），來確認印尼的民主化。
2006年9月，哈比比著《關鍵時刻：民主印尼的迢迢長路》（Detik-Detik Yang Menentukan: Jalan Panjang Indonesia Menuju Demokrasi），書中回憶1998年5月時，他是如何被一路擢升至總統大位。他還爭議性地指控蘇哈圖的女婿普拉博沃·蘇比安托中將，和指揮官Kostrad曾在1998年5月策畫了一場推翻他的政變。
2019年9月11日，優素福·哈比比在印尼雅加達加鐸·蘇布羅托陸軍醫院因心臟衰竭而逝世，终年83岁，马来西亚首相马哈迪·莫哈末向哈比比的家属致哀。

## 家庭
妻：哈斯麗‧愛儂‧貝薩麗（Hasri Ainun Besari）是一位醫學士，兩人在1962年5月12日結婚，直到2010年5月22日愛儂過世為止。
子：有二子，Ilham Akbar Habibie和Thareq Kemal Habibie，皆為愛儂所生。
弟：Junus Effendi Habibie，曾任印尼駐荷蘭大使
在妻子過世之後，哈比比傷心過度，主治醫師為了讓哈比比找到活下去的動力，建議他將與艾儂的愛情故事化為文字。哈比比於是寫成回憶錄《哈比比與艾儂》（Habibie & Ainun），甫出版就在印尼引發熱潮，甚至被改編為電影，在2012年12月20日上映。

## 延伸閱讀
- Habibie, Bacharuddin Jusuf (December 2010). Habibie & Ainun (Cet. 2. ed.). Jakarta: THC Mandiri. ISBN 978-979-1255-13-4.
- 鄭丁賢‧偶然的總統

## 外部連結
- Archived version of Habibie's homepage while he served as the State Minister of Research and Technology
- The Habibie Center, an NGO founded by Habibie （页面存档备份，存于）（印尼文）

| 官衔                  | 官衔                                    | 官衔                                            |
| --------------------- | --------------------------------------- | ----------------------------------------------- |
| 前任者： Try Sutrisno | 印尼副總統 1998年3月10日－1998年5月21日 | 空缺下一位持有相同頭銜者：梅加瓦蒂·苏加诺普特丽 |
| 前任者： 蘇哈托       | 印尼總統 1998年—1999年                  | 繼任者： 阿布都拉·瓦希德                        |